# Capitan Findus
Capitan Findus, chiamato a seconda del marchio presente nei vari paesi anche Capitan Birds Eye, Capitan Iglo o Capitan Frudensa, è un personaggio della pubblicità, mascotte delle aziende alimentari del Gruppo Iglo, specializzate nella commercializzazione di pesce surgelato e in particolare dei bastoncini di pesce.
Apparso per la prima volta nel 1967, il capitano è protagonista da oltre 50 anni di molte campagne pubblicitarie, fino a diventare esso stesso un simbolo e un marchio registrato dei prodotti reclamizzati.
Il personaggio è stato interpretato da numerosi attori, apparendo generalmente come un marinaio anziano con l'uniforme mercantile blu scura, bonaccione e con una folta barba bianca, circondato da una ciurma di bambini.

## Storia
Il personaggio di Capitan BirdsEye fu creato nel 1967 dal pubblicitario australiano Dave Broad per l'agenzia Lintas, che pensò ad un marinaio supereroe comico, con un forte accento della Cornovaglia.
Per oltre trent'anni il capitano è stato interpretato dall'attore londinese John Hewer, dal 1967 al 1998, con una pausa nel 1971 quando venne pubblicato un necrologio sul quotidiano britannico The Times:
L'azienda Birdseye decise di resuscitare il personaggio tre anni dopo, il 22 luglio 1974, per rafforzare il suo marchio contro l'aumento della concorrenza e dei prezzi derivanti dalla cosiddetta guerra del merluzzo. Hewer venne di nuovo ingaggiato per interpretare il capitano, riconquistando rapidamente la sua popolarità tra i bambini. 
Il personaggio di Capitan Findus approdò in Italia solo nel 1983, con lo slogan "Buon pesce, tanto gusto e niente spine", poi modificato in "Buon pesce, tanto gusto, tutta forza". In precedenza era stato in effetti utilizzato un anonimo "Capitan Finn", di cui veniva regalato un adesivo o uno dei suoi otto vascelli in ogni confezione da 5 o 10 bastoncini.
In un sondaggio del 1993 nel Regno Unito è stato nominato come il capitano più famoso al mondo dopo il capitano Cook.

Marchio d'impresa del 1998

Nel 1998 il capitano Findus è diventato un uomo molto più giovane, robusto, dai capelli scuri, con una barba di tre giorni alla guida di un minisottomarino, impegnato in avventure molto più ricche di azione e accompagnate da un pellicano addomesticato di nome Jess. Questa versione interpretata da Thomas Pescod non ebbe però molto successo e poco dopo ritornò la vecchia versione del capitano bonaccione, interpretata da Martyn Reid dal 2002 al 2007.
Dal 2008 fino alla morte nel 2012 il personaggio fu interpretato dal tedesco Gerd Deutschmann.
Nel 2016 il ruolo fu impersonato da Mitch Commins, seguito da Denis nella stagione televisiva 2016-2017, Mark Fletcher nel 2017-2018 e dal 2018 dall'attore italiano Riccardo Acerbi.

## Attori
Capitan Findus è stato interpretato dai seguenti attori:
- 1967 - 1998: John Hewer
- 1998 - 2001: Thomas Pescod
- 2002 - 2007: Martyn Reid
- 2008 - 2012: Gerd Deutschmann[6]
- 2016: Mitch Commins
- 2016 - 2017: Denis Parlato
- 2017 - 2018: Mark Fletcher
- 2018 -     : Riccardo Acerbi

## Citazioni
Nel 2021 i Nanowar of Steel rilasciano il doppio video musicale di La Maledizione di Capitan Findus (versione italiana) e Der Fluch des Kapt’n Iglo (versione tedesca), in cui il doppiatore italiano Maurizio Merluzzo, che aveva recentemente affermato che gli sarebbe piaciuto interpretare il ruolo in via ufficiale, presta le sue fattezze in una versione animata e caricaturale del personaggio.